# Dècada del 1010

## Esdeveniments
- A l'Imperi Chola es vota els representants amb una papereta dins d'una urna per primer cop
- Imposició de la Pau i Treva de Déu
- Guerra civil a l'Àndalus

## Personatges destacats
- Canut
- Avicenna
- Basili II